# Hypogastrura boldorii
Hypogastrura boldorii är en urinsektsart som beskrevs av Denis 1931. Hypogastrura boldorii ingår i släktet Hypogastrura och familjen Hypogastruridae. Inga underarter finns listade i Catalogue of Life.